# Hongqi H6

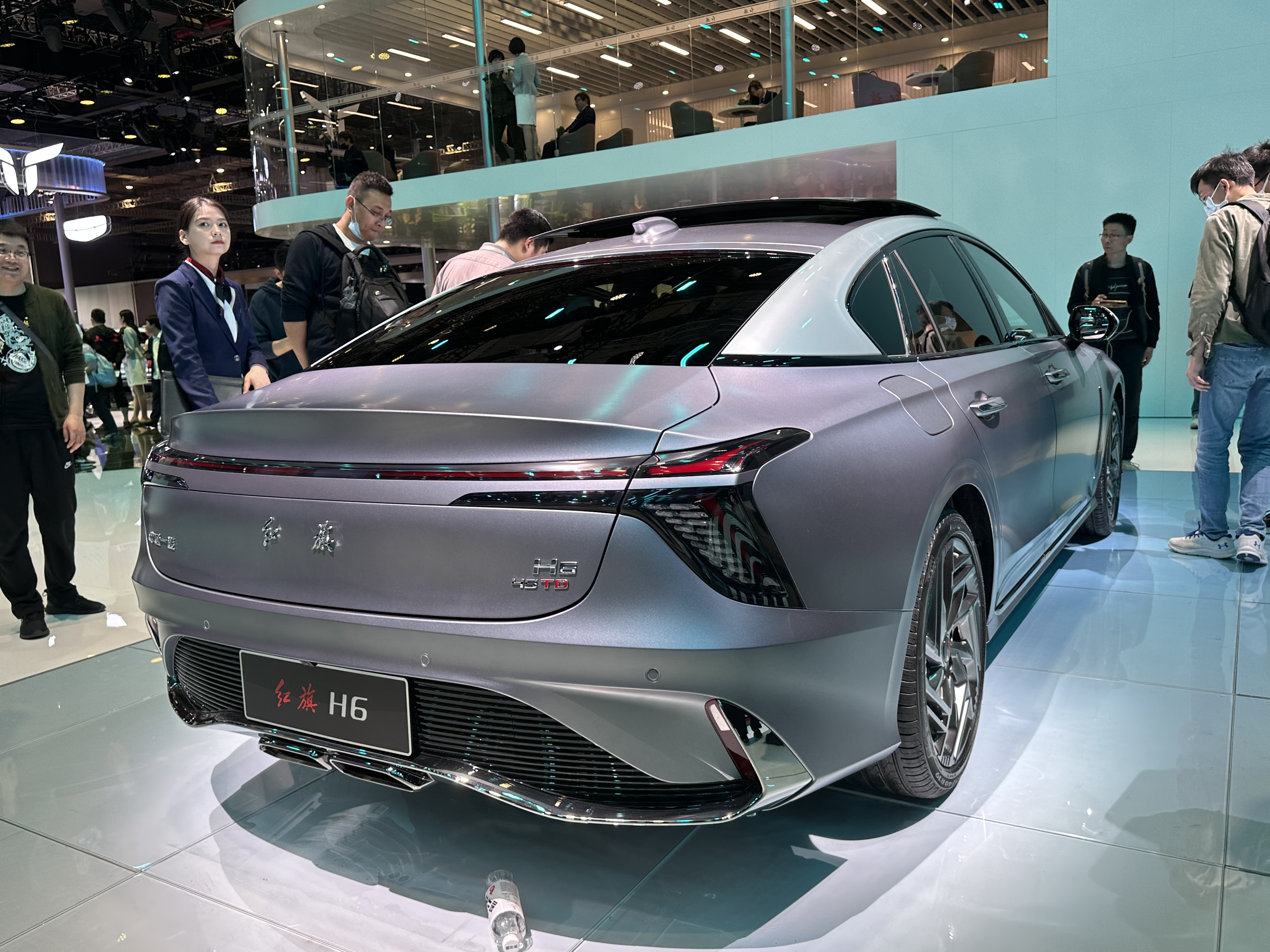
Вид сзади

Hongqi H6 — среднеразмерный лифтбек китайского бренда Hongqi концерна FAW.

## Описание
Автомобиль Hongqi H6 оснащён 2-литровым двигателем внутреннего сгорания с турбонаддувом CA4GC20TD-33. Мощность двигателя варьируется от 165 до 185 кВт, а крутящий момент — от 340 до 380 Н*м. Разгон до 100 км/ч составляет 6,8—7,8 секунд. Двигатель сочетается в паре с восьмиступенчатой автоматической трансмиссией Aisin.
Активная подвеска CDC (Continuous Damping Control) позволяет автомобилю считывать динамические характеристики за 2 миллисекунды для регулировки амортизаторов. Это повышает комфортабельность и устойчивость при резких манёврах.
Отделка интерьера сделана из карбонового волокна. На приборной панели присутствует 12,3-дюймовый многофункциональный жидкокристаллический дисплей. Дополнительно присутствуют подрулевые переключатели и индикатор на лобовом стекле HUD (heads-up display).
Конкурентом автомобиля является Mercedes-Benz W214.